# Perisphaerus semilunatus
Perisphaerus semilunatus är en kackerlacksart som först beskrevs av Hanitsch 1927.  Perisphaerus semilunatus ingår i släktet Perisphaerus och familjen jättekackerlackor.
Artens utbredningsområde är Vietnam. Inga underarter finns listade i Catalogue of Life.